# Vương triều Thonburi
Triều Thonburi (tiếng Thái: ธนบุรี; Hán-Việt: Thống Vu Lí 統巫里) là một triều đại tồn tại chỉ khoảng 15 năm với một vị vua duy nhất là Taksin. Gọi là Triều Thonburi vì vương triều này đóng đô ở Thon Buri bên bờ phải sông Chao Phraya.

## Lịch sử

### Giải phóng đất nước
Năm 1767, vương quốc Ayutthaya sụp đổ trước sự tấn công của quân Konbaung. Kinh đô bị triệt phá. Tuy nhiên, các quân phiệt địa phương người Thái đã nổi lên khắp nơi, trong số đó có Taksin. Taksin đã đánh chiếm Chanthaburi, lấy đây làm căn cứ, chiêu mộ binh lính, huy động lương thực, vũ khí rồi xuôi thuyền xuống cửa sông Chao Phraya, chiếm thành Thonburi, rồi từ đó giải phóng đất nước. Vì kinh đô Ayutthaya đã bị tàn phá hoàn toàn, nên Taksin quyết định đóng đô ở Thonburi. Năm 1768, Taksin đăng cơ, xưng là vua Sanpet. Trên danh nghĩa, ông vẫn gọi đất nước mình là Ayutthaya để thể hiện sự tiếp nối lịch sử. Tuy nhiên các sử gia sau này gọi vương quốc/triều đại của Taksin là Thonburi để phân biệt với vương quốc Ayutthaya.

### Thống nhất đất nước

Lãnh thổ Thái Lan dưới triều Thonburi.

Mặc dù giải phóng khỏi quân Myanmar, nhưng các quân phiệt địa phương vẫn tồn tại. Từ năm 1768 đến 1771, triều Thonburi dần dần khuất phục hết các quân phiệt. Năm 1774, Lan Na - vốn bền bỉ chống lại Ayutthaya để giữ độc lập - bị Thonburi khuất phục. Đất nước Thái Lan dưới triều Thonburi có lãnh thổ gần như hiện nay.

### Cạnh tranh với Việt Nam
Năm 1769, hoàng tử Ang Non của Campuchia tranh chấp ngôi báu với em không được liền chạy sang Thái Lan cầu viện Taksin. Thonburi nhân cơ hội này gây ảnh hưởng ở Campuchia, đòi vua Narairaja triều cống. Bị từ chối, Thonburi cất quân đánh Campuchia, chiếm Siemreap và Battambang. Vua Narairaja phải chạy sang Việt Nam cầu viện. Chúa Nguyễn Phúc Thuần phái quân đưa Narairaja về nước. Thonburi và chúa Nguyễn tranh chấp ảnh hưởng ở Campuchia. Đến năm 1773, chúa Nguyễn Phúc Thuần ký hòa ước với Taksin, trao trả lại các vùng đất kiểm soát ở Campuchia, thừa nhận Campuchia thuộc ảnh hưởng của Thái Lan.

### Chiến tranh với Myanmar
Trong khi đó, mặc dù đã cơ bản bị đánh đuổi, nhưng quân Myanmar từ Lan Na và Lào vẫn liên tục tấn công Thonburi vào các năm 1770, 1772 và 1773. Năm 1774, Thonburi tấn công Lan Na, giải phóng xứ này khỏi quân Myanmar và biến nó thành thuộc quốc của mình. Quân Myanmar phải rút lên Chiang Saen. Trong khi Taksin dẫn quân lên phía bắc, quân Myanmar đã đi từ Ta Din Daeng tấn công Thonburi, nhưng bị đánh bại thảm hại. Năm 1776, quân Myanmar do danh tướng Maha Thiha Thura chỉ huy đã lần nữa tấn công Thái Lan, chiếm được Pitsanulok và Chiang Mai. Tuy nhiên, quân Myanmar đã rút lui do trong nước có sự tranh chấp, kết thúc chiến tranh giữa Thái Lan và Myanmar.

### Chinh phạt Lào
Cuối thế kỷ 18, nước Lào phân liệt thành 3 quốc gia: Luang Prabang ở phía Bắc, Viêng Chăn ở miền Trung, và Champasak ở miền Nam. Năm 1776, Taksin phái quân chinh phạt vương quốc Champasak, bắt vua nước này đem về Thonburi mãi tới năm 1780 mới thả cho về. Vua Luang Prabang thần phục triều đình Thonburi. Năm 1779, Taksin lại phái quân chinh phạt Viêng Chăn, bắt toàn bộ hoàng gia mang về Thonburi làm con tin. Taksin còn sai lấy hai pho tượng Phật quý của Viêng Chăn là tượng Phật Ngọc và tượng Phật Phra Bang đem về Thonburi.
Như vậy, cả ba xứ Lào đều bị Thái Lan khuất phục và chịu triều cống cho triều đình Thonburi và cả triều Chakri sau đó.

### Kết thúc
Năm 1782, Taksin lại phái quân đội sang bình định các cuộc nổi dậy ở Campuchia và Lào. Nhân thời cơ này, một cuộc đảo chính đã nổ ra. Taksin bị phế truất. Triều Thonburi kết thúc. Sau đó, tướng của Taksin là Chakri từ Campuchia quay về và lên ngôi vua, lập ra triều Chakri.